# Léojac
Léojac is een gemeente in het Franse departement Tarn-et-Garonne (regio Occitanie) en telt 1013 inwoners (2005). De plaats maakt deel uit van het arrondissement Montauban.

## Geografie
De oppervlakte van Léojac bedraagt 12,7 km², de bevolkingsdichtheid is 79,8 inwoners per km².
De onderstaande kaart toont de ligging van Léojac met de belangrijkste infrastructuur en aangrenzende gemeenten.

## Demografie
Onderstaande figuur toont het verloop van het inwonertal (bron: INSEE-tellingen).